# Rossiya 2
Pour les articles homonymes, voir Rossiya.
 (décembre 2018).
Rossiya 2 (russe : Россия-2), ISO 9: Rossiâ-2) est une chaîne de télévision russe exploitée par VGTRK. Basée dans le centre de diffusion radiophonique et télévisuelle, au no 37 rue Chabolovka, au pied de la tour Choukhov, elle diffuse principalement les sports.
À sa mise en fonction le 12 juin 2003, elle se présente sous le nom de Sport ou comme beaucoup de journalistes l'appellent RTR-Sport.
Le 1er janvier 2010, elle est rebaptisée Rossiya 2, en raison de l'élargissement des thèmes traités.
Depuis le 1er novembre 2015, la chaine est fermée et les fréquences furent transférées vers la nouvelle chaîne sportive Match TV.